# Dungeons & Dragons na cultura popular
Dungeons & Dragons (D&D) é um role-playing game de fantasia publicado pela primeira vez em 1974. Como a popularidade do jogo cresceu durante as décadas de 1970 e 1980, foi referenciado na cultura popular com mais freqüência a partir deste momento. O complemento de jogos, filmes e referências culturais baseadas em Dungeons & Dragons ou fantasias, personagens e aventuras similares tornaram-se bastante frequentes após o final da década de 1970.
Dungeons & Dragons, bem como jogos de mesa em geral, têm exercido um profundo e persistente impacto sobre o desenvolvimento de todos os tipos de jogos eletrônicos, de jogos de tiro em primeira pessoa, de estratégia em tempo real, e jogos multijogador massivos online", que, por sua vez desempenham um importante e permanente papel na cultura popular moderna.
Na cultura on-line, o termo dungeon passou a significar um local virtual onde as pessoas podem se conhecer e colaborar. Por isso, multi-user dungeons surgiram durante as décadas de 1970 e 1980 como um aspecto social da realidade virtual. Por criar um meio para que os jogadores pudessem montar e explorar um mundo imaginário, Dungeons & Dragons proporcionou por meio de suas regras a transição de uma fantasia literária, tais como as do autor J. R. R. Tolkien, para mundos virtuais.
Figuras públicas que jogam ou tenham jogado Dungeons & Dragons incluem os comediantes Stephen Colbert e Chris Hardwick, o músico Moby, e os atores Vin Diesel, Matthew Lillard, Mike Myers, Patton Oswalt, Wil Wheaton, e Robin Williams.

## Livros
Alguns livros independentes foram influenciados por Dungeons & Dragons, tais como a série de livros a Endless Quest  publicada pela TSR  entre 1982 e 1987. A séria fornecia uma forma de ficção interativa no estilo de "Choose Your Own Adventure . O sucesso contínuo de Dungeons & Dragons , em seguida, provocou ainda outras séries de romances, também publicados pela TSR, Inc. O primeiro destes foi baseado na campanha Dragonlance, e foi lançado em 1984. Tais obras se mostraram lucrativas, e em torno do ano 2000 uma parte significativa de toda a venda de livros de bolso de fantasia estava sendo publicada pela Wizards of the Coast, companhia que  adquiriu a TSR, Inc, em 1997.
O impacto de Dungeons & Dragons nos jogadores e na cultura tem inspirado obras de não-ficção reflectivas.
- Fantasy Freaks and Gaming Geeks: An Epic Quest for Reality Among Role Players, Online Gamers, and Other Dwellers of Imaginary Realmss, do jornalista e gamer Ethan Gilsdorf; uma viagem de memórias sobre Dungeons & Dragons, role-playing games,  de jogos, de subculturas.[12]
- The Elfish Gene: Dungeons, Dragons and Growing Up Strange, pelo escritor Mark Barrowcliffe; um livro de memórias sobre jogar Dungeons & Dragons e outros role playing games na década de 1970.[13]
- Autor Shelly Mazzanoble escreveu um bem-humorado guia de auto-ajuda chamado Everything I Need to Know I Learned from Dungeons & Dragons: One Woman's Quest to Trade Self-help for Elf-help. Este seguiu o livro Confessions of a Part-time Sorceress: A Girl's Guide to the Dungeons & Dragons Game.[14]
- American Nerd: The Story of My People é do escritor da revista Time, Benjamin Nugent, sendo um estudo da história e cultura do povo rotulado nerd. Ele inclui insights sobre por que as pessoas jogam e desfrutam de Dungeons & Dragons.[15]

Várias personagens criadas para jogar Dungeons & Dragons, ou jogos de derivados de Dungeons & Dragons, mais tarde deram origem a séries populares de fantasia. Outros livros fazem referências indiretas ao jogo.

## Histórias em quadrinhos
Em 1986, The Adventurers e Redfox foram inspirados por Dungeons & Dragons. Vários anúncios no formato de tiras de quadrinhos são inteiramente baseadas no jogo ou fazem referência ao jogo em quadros específicos.
- Knights of the Dinner Table é um vencedor de vários prémios[18] revista do tamanho de uma de revista com quadrinhos, com uma variedade de personagens que jogam "HackMaster," uma paródia de Dungeons & Dragons. (HackMaster mais tarde viria a tornar-se um verdadeiro jogo de RPG
- Questionable Content, webcomic; [19]
- Schlock Mercenary, webcomic; [20]
- A The Order of the Stick é uma[21] e satírica webcomic que apresenta um elenco de personagens em um mundo que opera livremente pelas regras do Dungeons & Dragons.[22]
- O co-criador de Dungeons & Dragons , Gary Gygax, foi homenageado em webcomics da série xkcd', "Jogo Final".[23]
- Penny Arcade, Uma longa webcomic, criado por Jerry Holkins e Mike Krahulik., faz referências e até mesmo retrata de modo bem-humorado situações de bizarras campanhas.

## Filmes
Vários filmes incluem personagens jogando o jogo de Dungeons & Dragons. Três longas-metragens  foram baseados diretamente no jogo: Dungeons & Dragons (2000), Dungeons & Dragons: a Ira do Deus Dragão (2005), e Dungeons & Dragons: The Book of Vile Darkness (2012). A Warner Bros, Sweetpea Entretenimento e Hasbro Filmes estão desenvolvendo um novo filme. 
- Na cena 2, de  E. T., o extraterrestre, o personagem Elliot, seu irmão mais velho e seus amigos são mostrados jogando Dungeons & Dragons.[25][26] Antes da produção do filme, Spielberg executou uma  sessão com os membros do elenco.[27]
- O Bender do Jogo inclui Dungeons & Dragons como ponto crucial do enredo, em que os personagens principais acabam em um reino de fantasia muito parecido com o jogo. O filme incluiu paródias de filmes influenciados por  Dungeons & Dragons.[28]
- O curta-metragem Medo de Meninas é um spoof de dois jogadores pesados de Dungeons & Dragons.[29][30]
- Os filmes, Os Jogadores[31] e Os Gamers: Dorkness Rising[32] são paródias de Dungeons & Dragons.

## Televisão
A CBS criou uma série de desenho animado chamada Dungeons & Dragons, na qual um grupo de adolescentes visita um parque de diversões e é magicamente transportado para o mundo de fantasia do jogo. O show incluiu os talentos vocais de Willie Aames de Oito é o Suficiente, e durou de 1983 a 1985.
Dungeons & Dragons é também referenciada em uma variedade de programas de televisão:
- Community - o episódio intitulado Advanced Dungeons and Dragons (AD&D) aborda o grupo de estudos jogando o jogo para animar um colega quase suicida[34][35] .
- Futurama -no episódio "Anthology of Interest I", Gary Gyga faz uma aparição.[36]
- Freaks and Geeks - no episódio final da série Daniel (James Franco) joga D&D com os integrantes do  Audio/Visual Club .[37]
- The Sarah Silverman Program - no segundo episódio um encontro é interrompido por um jogo de D&D.[38]
- The Simpsons - Homer conta de experiências jogando D&D até ser morto por um elfo."[39]
- The Big Bang Theory - O jogo aparece em referências recorrentes ("The Wiggly Finger Catalyst", "The Santa Simulation", e "The Love Spell Potential").
- Buffy the Vampire Slayer - No episódio "Chosen", Andrew, Xander, Giles, jogam Dungeons & Dragons.
- NewsRadio - no episódio "The Real Deal" personagens jogam D&D.
- The IT Crowd - no episódio  "Jen The Fredo", Moss faz seu próprio Dungeons & Dragons e eventualmente convence colegas a jogarem.
- Gravity Falls - O episódio "Dungeons, Dungeons & More Dungeons", é centrado em um jogo semelhante a D&D .
- Stranger Things - No primeiro episódio os personagens estão jogando Dungeons & Dragons, e referências indiretas são feitas ao longo da série.

## Música
- A canção do  Weezer "In the garage" começa com a frase, "eu tenho o Dungeon Master Guide. Eu tenho um dado de 12 lados ." no album auto-intitulado Weezer
- A letra da canção satírica de "Weird Al" Yankovic's "White and Nerdy" inclui a linha, "Tenho habilidades, sou Campeão de D&D".[40]
- Flashlight Brown's song "Ready to Roll" é uma referência velada a um grupo jogando Dungeons & Dragons.[41]
- A banda Kyuss foi formada em 1989 sob o nome de "Filhos de Kyuss", em referência à divindade Kyuss.[42]
- As letras do Team Unicorn em sua canção satírica "Geek e Gamer Girls Song" inclui uma breve referência para Dungeons & Dragons, imprensada entre uma menção de Frank Herbert (Duna)  e o carácter Rand al'Thor, o principal protagonista de a Roda do Tempo.[43]
- Owen Pallett's álbum He Poos Clouds é aproximadamente baseado no conceito de oito escolas de magia do Dungeons & Dragons.[44][45]
- Stephen Lynch tem uma cômica música intitulada "D&D", em seu álbum de super-heróis.
- Marcy Playground Escreveu uma canção chamada "Capa de Elvenkind" sobre um item mágico de mesmo nome.[citação necessários]
- Ghost Ratos's song "Critical Hit" usa de Dungeons & Dragons, como um exemplo de uma situação onde não desistir pode levar a uma sorte de vitória.[46]
- Em 2011, o rock de garagem banda de Ti Oh Vê lançado o Carrion Crawler/O Sonho do PE, uma Carniça Rastreador de ser uma criatura em jogo.

## Jogadores
Stephen Colbert desenveuum intenso interesse no jogo durante sua juventude, que mais tarde creditou por seu talento na criação de personagens. Ethan Gilsdorf creditou o jogo por conferir-lhe "dons de criatividade e de auto-realização". O Ator Vin Diesel, em sua introdução ao livro" Trinta Anos de Aventura, escreveu que ele foi "atraído ao outlet artístico do jogo" e que o jogo foi "um campo de treinamento para a nossa imaginação e uma oportunidade de explorar a nossa própria identidade". Vin Diesel, Mike Myers, e Robin Williams também participaram em 2006 no Dia Mundial do Dungeons & Dragons,, demonstrando que o jogo ainda era um hobby alegre e ativo.
O diretor Chris Weitz salientou que há "muitas pessoas que jogaram e são terrivelmente envergonhadas disso". Ele desenvolveu um fervoroso interesse no jogo, até mesmo maior do que o interesse em fazer filmes, e disse que a experiência "teve uma grande influência na sua vida". O Diretor Jon Favreau foi atraído para o jogo por seus  elementos de fantasia e o sentido da história, dizendo: "ele me deu um forte plano de fundo na imaginação, contação de histórias, a compreensão de como criar o tom e o sentido do equilíbrio".
O Repórter John J. Miller disse que Dungeons & Dragons foi uma grande parte da sua vida durante seus anos de escola, e argumentou que, "há muito para admirar sobre D&D e o que ele pode fazer para as crianças incentivando-as a ler, fazer contas e pensar de forma criativa". O autor de Fantasia China Miéville  disse que jogar Dungeons & Dragons na juventude foi uma das mais marcantes influências em sua escrita. As duas coisas que, particularmente, o influenciaram foram "a mania de catalogar o fantástico" e "o estranho fetiche pela sistematização", em que tudo é reduzido aos "game stats". Em contraste, o autor Mark Barrowcliffe considera seus anos jogando Dungeons & Dragons como um desperdício de juventude.